# Suggrundus
Suggrundus – rodzaj ryb skorpenokształtnych z rodziny płaskogłowowatych.

## Klasyfikacja
Gatunki zaliczane do tego rodzaju:
- Suggrundus cooperi
- Suggrundus macracanthus
- Suggrundus meerdervoortii